# Gujana na Letnich Igrzyskach Olimpijskich 2020
Gujanę na Letnich Igrzyskach Olimpijskich 2020 w Tokio reprezentowało siedmiu zawodników. Był to 18. start tej reprezentacji na letnich igrzyskach olimpijskich.

## Skład kadry

### Boks
| Zawodnik        | Konkurencja            | 1/16             | 1/8              | Ćwierćfinał      | Półfinał         | Finał            | Finał   | Źródło |
| Zawodnik        | Konkurencja            | Przeciwnik Wynik | Przeciwnik Wynik | Przeciwnik Wynik | Przeciwnik Wynik | Przeciwnik Wynik | Miejsce | Źródło |
| --------------- | ---------------------- | ---------------- | ---------------- | ---------------- | ---------------- | ---------------- | ------- | ------ |
| Keevin Allicock | waga piórkowa mężczyzn | de la Cruz P 0-5 | NQ               | NQ               | NQ               | NQ               | 17.     | [ 2 ]  |

### Lekkoatletyka
Konkurencje biegowe
| Zawodnik          | Konkurencja | Eliminacje | Eliminacje | 1 Runda | 1 Runda | Półfinał | Półfinał | Finał | Finał   | Źródło |
| Zawodnik          | Konkurencja | Wynik      | Miejsce    | Wynik   | Miejsce | Wynik    | Miejsce  | Wynik | Miejsce | Źródło |
| ----------------- | ----------- | ---------- | ---------- | ------- | ------- | -------- | -------- | ----- | ------- | ------ |
| Emanuel Archibald | 100 m (m)   | 10,30      | 2.         | 10,41   | 9.      | NQ       | NQ       | NQ    | NQ      | [ 3 ]  |
| Jasmine Abrams    | 100 m (k)   | N/A        | N/A        | 11,49   | 7.      | NQ       | NQ       | NQ    | NQ      | [ 4 ]  |
| Aliyah Abrams     | 400 m (k)   | 51,44      | 4.         | 51,46   | 7.      | NQ       | NQ       | NQ    | NQ      | [ 5 ]  |

### Pływanie
| Zawodnik      | Konkurencja        | Eliminacje | Eliminacje | Półfinał | Półfinał | Finał | Finał   | Źródło              |
| Zawodnik      | Konkurencja        | Czas       | Miejsce    | Czas     | Miejsce  | Czas  | Miejsce | Źródło              |
| ------------- | ------------------ | ---------- | ---------- | -------- | -------- | ----- | ------- | ------------------- |
| Andrew Fowler | 100 m dowolnym (m) | 55,23      | 67.        | NQ       | NQ       | NQ    | NQ      | [ 6 ] [ 7 ] [ 8 ]   |
| Aleka Persaud | 50 m dowolnym (k)  | 27,76      | 55.        | NQ       | NQ       | NQ    | NQ      | [ 9 ] [ 10 ] [ 11 ] |

### Tenis stołowy
| Zawodnik        | Konkurencja        | Eliminacje       | Runda 1          | Runda 2          | Runda 3          | 1/8 finału       | Ćwierćfinały     | Półfinały        | Finał            | Finał   | Źródło |
| Zawodnik        | Konkurencja        | Przeciwnik Wynik | Przeciwnik Wynik | Przeciwnik Wynik | Przeciwnik Wynik | Przeciwnik Wynik | Przeciwnik Wynik | Przeciwnik Wynik | Przeciwnik Wynik | Pozycja | Źródło |
| --------------- | ------------------ | ---------------- | ---------------- | ---------------- | ---------------- | ---------------- | ---------------- | ---------------- | ---------------- | ------- | ------ |
| Chelsea Edghill | gra pojedyncza (k) | Sally Yee W 4-1  | Shin P 0-4       | NQ               | NQ               | NQ               | NQ               | NQ               | NQ               | 49.     | [ 12 ] |